# Chrīstos Lisgaras
Chrīstos Lisgaras (in greco Χρήστος Λισγάρας?; Il Pireo, 12 febbraio 1986) è un calciatore greco, difensore dell'Anagennīsī Arta.